# Kevin Clancy
Kevin Clancy (23 november 1983) is een Schots voetbalscheidsrechter. Hij was in dienst van FIFA en UEFA tussen 2012 en 2023. Ook leidt hij wedstrijden in de Premiership.
Op 12 juli 2012 maakte Clancy zijn debuut in Europees verband tijdens een wedstrijd tussen Inter Bakoe en Trans Narva in de voorrondes van de UEFA Europa League; het eindigde in 2–0 en de Schotse leidsman hield de kaarten op zak. Zijn eerste interland floot hij op 22 maart 2013, toen Liechtenstein met 1–1 gelijkspeelde tegen Letland. Tijdens dit duel gaf Clancy zes gele kaarten.

## Interlands
| Datum           | Plaats               | Wedstrijd               | Uitslag | Competitie             | Kreeg geel | Kreeg voor de tweede keer geel en dus rood | Weggestuurd |
| --------------- | -------------------- | ----------------------- | ------- | ---------------------- | ---------- | ------------------------------------------ | ----------- |
| 22 maart 2013   | Vaduz, Liechtenstein | Liechtenstein – Letland | 1 – 1   | WK 2014 kwalificatie   | 6          | 0                                          | 0           |
| 1 juni 2016     | Oslo, Noorwegen      | Noorwegen – IJsland     | 3 – 2   | Vriendschappelijk      | 1          | 0                                          | 0           |
| 11 juni 2017    | Udine, Italië        | Italië – Liechtenstein  | 5 – 0   | WK 2014 kwalificatie   | 1          | 0                                          | 0           |
| 15 oktober 2018 | Minsk, Wit-Rusland   | Wit-Rusland – Moldavië  | 0 – 0   | Nations League 2018/19 | 7          | 0                                          | 0           |
| 10 juni 2019    | Riga, Letland        | Letland – Slovenië      | 0 – 5   | EK 2020 kwalificatie   | 3          | 0                                          | 0           |